# Lazybones (film, 1935)
Pour plus de détails, voir Fiche technique et Distribution.
Lazybones est un film britannique réalisé par Michael Powell, sorti en 1935.

## Synopsis
Reginald est un baronnet un peu dilettante, à qui son père coupe les vivres. Il rencontre une Américaine avec qui il devrait se marier pour son argent. En fait elle va se retrouver ruinée, mais ils vont tomber amoureux l'un de l'autre et tout finira bien...

## Fiche technique
- Titre original : Lazybones
- Réalisation : Michael Powell
- Scénario : Gerard Fairlie, d'après la pièce d'Ernest Denny
- Direction artistique : James A. Carter
- Photographie : Ernest Palmer
- Son : Leo Wilkins
- Montage : Ralph Kemplen
- Production : Julius Hagen
- Société de production : Real Art Productions
- Société de distribution : Radio Pictures
- Pays de production :  Royaume-Uni
- Langue originale : anglais
- Format : noir et blanc — 35 mm — 1,37:1 — son Mono
- Genre : Comédie
- Durée : 65 minutes
- Date de sortie : 
  - Royaume-Uni : 24 juin 1935

## Distribution
- Ian Hunter : Sir Reginald Ford
- Claire Luce : Kitty McCarthy
- Bernard Nedell : Mike McCarthy
- Denys Blakelock : Hugh Ford
- Mary Gaskell : Marjory Ford
- Michael Shepley : Hildebrand Pope
- Pamela Carne : Lottie Pope
- Bobbie Comber : Kemp
- Fred Withers : Richards
- Sara Allgood : Bridget
- Frank Morgan : Tom
- Fewlass Llewellyn : Lord Brockley
- Harold Warrender : Lord Melton
- Paul Blake : Vicomte Woodland
- Miles Malleson : le témoin pessimiste